# 陈康 (哲学家)
陳康（1902年—1992年），又名忠寰，號棄疾，男，江蘇揚州人，中華民國旅美國哲學家。

## 生平
陳康出生揚州書香門第。父陈含光，母康氏。祖父陈重庆，曾祖父陈六舟，太祖父陈嘉树。
1925年，陳康入國立東南大學哲學系，從方東美、湯用彤、宗白華學習，1928年東南大學易名中央大學，1929年國立中央大學哲學系畢業。同年赴英，入倫敦大學遊學一年。1930年留學德國柏林大學，師從维尔纳·耶格 、尼古拉·哈特曼、斯登澤（Julius Stenzel），1940年獲柏林大學哲學博士學位。
歸國後於西南聯合大學、北京大學、中央大學、臺灣大學執教。1958年離臺，講學美國德克薩斯大學、艾默瑞大學、哈佛大學、紐約大學、南佛羅里達大學。1992年逝世于加利福尼亚州奧克斯納市。

## 成就
1940年陈康以论文《亚里士多德的分离问题》获柏林大学博士学位。回国后，历任西南联大和北京大学等校教授。陈康早在30年代曾发表《柏拉图〈诺曼篇〉中的认识论》和《柏拉图认识论中的主体与对象》等论文。40年代他在西南联大开设了《希腊哲学史》、《知识论》、《柏拉图、亚里士多德哲学》等课程。与此同时，他翻译了柏拉图的《巴曼尼德斯篇》及写作有关柏拉图、亚里士多德的论文。

## 師門
陳康與唐君毅、程石泉三哲，乃方東美先生南雍早期三大弟子。方東美、陳康師徒二人，學貫中西，備受國際推崇，一般被認爲是飲譽西方最隆的兩位近現代中國哲學家。